# La Fille n°17
Pour plus de détails, voir Fiche technique et Distribution.
La Fille n°17 (Το κορίτσι του 17 (To Koritsi tou 17)) est un film grec réalisé par Pétros Lýkas et sorti en 1969.

## Synopsis
Anna (Sofia Rombou) est internée dans un hôpital psychiatrique, dans la chambre n°17. Un soir, un infirmier tente de la violer. Elle le poignarde et s'évade. Elle erre dans les rues. Elle vole vêtements et perruque dans une boutique. Comme elle ne prononce jamais un seul mot, elle est prise pour une touriste étrangère. Elle est à nouveau victime d'une tentative de viol et poignarde, à nouveau, son agresseur. La police, appelée par l'hôpital, est à sa recherche. Le second cadavre est découvert. Un gigolo pour riches touristes étrangères finit par l'aborder. Il la convainc de monter en voiture avec lui. Au bord de la mer, seule et affamée, Anna est recueillie par un jeune homme (Christos Politis) qui l'amène chez lui. Elle ne parle toujours pas mais communique en jouant du piano. Le cadavre du gigolo est retrouvé au bord de l'eau, poignardé à côté de sa voiture. Dans la nuit, elle s'enfuit plutôt que de tuer son sauveur. Au matin, il la retrouve dans un coin de la maison. Il l'installe chez lui, la nourrit, lui donne vêtements, livres, matériel à dessin. Ils communiquent par la musique. Mais, lorsque le père du jeune homme lui rend visite, il découvre celle qui est une folle meurtrière poursuivie par les autorités. Il appelle la police, malgré les supplications de son fils, amoureux d'Anna. Elle est ramenée à l'hôpital psychiatrique. Elle ne prononce qu'un seul mot : « Adieu ».

## Fiche technique
- Titre : La Fille n°17
- Titre original : Το κορίτσι του 17 (To Koritsi tou 17)
- Réalisation : Pétros Lýkas
- Scénario : Pétros Lýkas
- Direction artistique :
- Décors : Nerina Lymperopoulou
- Costumes :
- Photographie : Christos Magkos
- Son : Thanassis Arvanitis et Andreas Achladis
- Montage : Pétros Lýkas
- Musique : Mimis Plessas
- Production : Pétros Lýkas
- Pays d'origine :  Grèce
- Langue : grec
- Format : Noir et blanc
- Genre : Drame
- Durée : 92 minutes
- Date de sortie : Grèce : 10 novembre 1969

## Distribution
- Kóstas Kazákos
- Sofia Rombou
- Zoras Tsapelis
- Giannis Argyris
- Lykourgos Kallergis
- Nassos Kedrakas (en)
- Chistos Politis (el)
- Christos Zorbas

## Récompenses
- Festival du cinéma grec 1969 (Thessalonique) : meilleur film, meilleur réalisateur, meilleur scénario, meilleure actrice, meilleur second rôle masculin